# Apollo Vredestein B.V.
 (décembre 2013).
Si vous disposez d'ouvrages ou d'articles de référence ou si vous connaissez des sites web de qualité traitant du thème abordé ici, merci de compléter l'article en donnant les références utiles à sa vérifiabilité et en les liant à la section « Notes et références ».
Apollo Vredestein B.V. est une filiale du fabricant de pneumatiques indien Apollo Tyres Limited. Le siège social d’Apollo Vredestein B.V. est situé à Enschede, aux Pays-Bas.

## Vredestein
La marque Vredestein a aujourd’hui plus de 100 ans. Elle produit des pneumatiques pour les véhicules de tourisme, les véhicules agricoles et industriels et les cycles. Une grande partie des pneumatiques pour les véhicules de tourisme sont conçus par l’agence de design italienne Italdesign Giugiaro.
La grande majorité du chiffre d’affaires est réalisé en dehors des Pays-Bas. Une partie de la production est réalisée par des entreprises partenaires en Inde et en Thaïlande. Apollo est implanté dans des pays du Moyen-Orient. L’entreprise emploie actuellement environ 16 000 personnes.

## Histoire

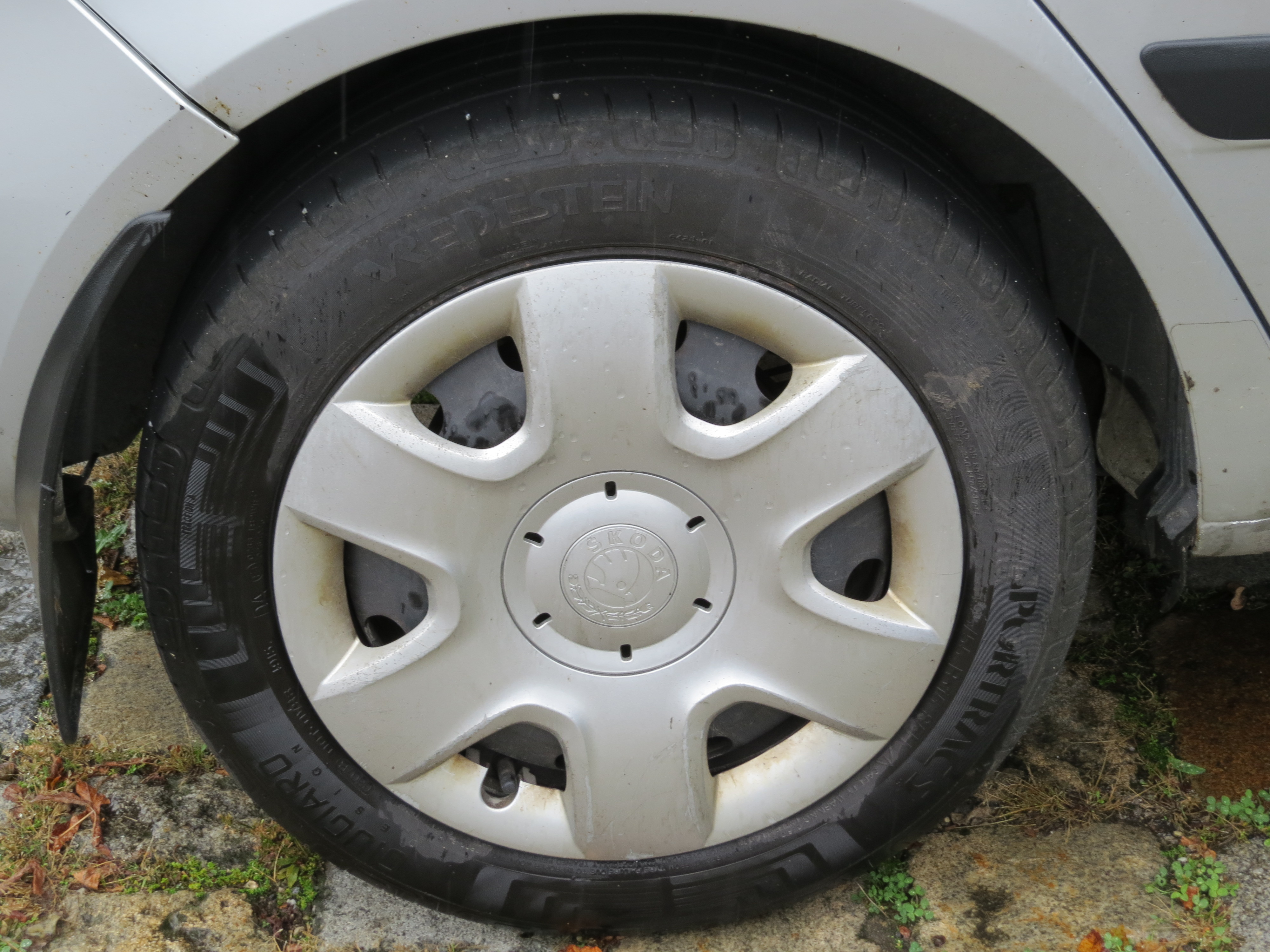
Vredestein Sportrac 5 195/55 R 15 (2017).

Le 6 novembre 1908, Emile Louis Constant Schiff devient gérant de la société Nederlandse Guttapercha Maatschappij à Delft. En 1909, la société s'installe à Loosduinen et prend le nom de NV Rubberfabriek Vredestein. Le nom Vredestein prend ses origines dans celui de la ferme achetée par Schiff à Loosduinen en 1909 et où il commença à fabriquer le caoutchouc. 
La société était alors spécialisée dans la fabrication de tous types de produits en caoutchouc, notamment talons de chaussures, balles de tennis, revêtements de sol et ballons de football en salle. 
Le 13 septembre 1934, un terrible incendie ravage une grande partie de l'usine de Loosduinen. Les travaux de reconstruction sont entrepris immédiatement et l'usine de production de pneus de vélos est inaugurée la même année à Doetinchem. 
1946 marque la naissance de l'entreprise NV Nederlandsch-Amerikaansche Autobanden-fabriek Vredestein à Enschede, dont un peu plus de 20 % des parts sont détenues par la société américaine BFGoodrich. Un an plus tard, M. Schiff pose la première pierre de l'usine d'Enschede. 
La fusion de l'entreprise avec N.V. Rubberfabrieken Hevea (Raalte) en 1962 marque un tournant dans son histoire avec une nette accélération de sa croissance. En 1971, la société cède l'intégralité de ses parts à B.F. Goodrich et les produits de Vredestein commencent à être commercialisés dans pas moins de 125 pays différents. 
Dans les années 1970, sous l'influence de la mondialisation, la marque Vredestein accentue sa présence sur les marchés des pneus pour voitures, deux-roues et applications agricoles et industrielles. La crise pétrolière qui ébranle l'économie à cette même période favorise la multiplication des fusions dans le secteur de la production de pneus. 
En 1976, l'État néerlandais rachète plus de 49 % des parts de Vredestein, et 2 % sont cédés à la Stichting tot Voortzetting van Vredestein (Fondation pour la continuité de Vredestein). Les 49 % restants demeurés en possession de B.F. Goodrich seront rachetés quelques années plus tard par la Fondation pour une somme symbolique.
Au début des années 1990, trois investisseurs néerlandais rachètent la société à l'État. Un nouveau plan stratégique créé en 1995 définit dans le détail la position de Vredestein pour les dix années suivantes en matière de développement de produits, d'image, de prix et de distribution commerciale.
Cette initiative aboutit à la fin des années 1990 à une collaboration exclusive avec le designer italien Giorgetto Giugiaro. Ce dernier, proclamé designer automobile du siècle par la presse spécialisée internationale en 1999, est réputé pour la conception de certains modèles de voitures comme la Volkswagen Golf I, la BMW M1, la Maserati 3200 GT et l'Alfa Romeo Brera. Pour Vredestein, ce partenariat représente un véritable tournant dans l'expérience de la marque, grâce à l'apposition de la signature du maître italien sur ses pneus.[réf. nécessaire]
En 2009, Vredestein est rachetée par la société indienne Apollo Tyres Limited et devient Apollo Vredestein BV. L'essentiel de sa production est maintenue à Enschede et les investissements réalisés ces dernières années continuent à accroître la capacité de production de l'entreprise aux Pays-Bas.[réf. nécessaire]
Plus de six millions de pneus été, hiver et quatre saisons sont fabriqués chaque année sur le site d'Enschede, qui regroupe également un pôle de production destiné aux pneus agricoles en complément des centres de production implantés en Inde. Les pneus pour véhicules deux-roues et pour applications industrielles sont produits par des entreprises spécialisées implantées en Asie de l'est. L'acquisition de Vredestein par Apollo Tyres Ltd a également renforcé la présence de l'entreprise sur les marchés asiatique et du Moyen-Orient.[réf. nécessaire]
Aujourd'hui, l'entreprise emploie plus de 1 800 personnes et est particulièrement bien représentée en Europe, aux États-Unis et au Canada, avec un total de 14 organisations commerciales réparties dans 18 pays.

## Filiales dans le monde
- Apollo Vredestein B.V., Enschede (NL)
- Apollo Vredestein GmbH, Vallendar (DE)
- N.V. Apollo Vredestein BeLux S.A., Bruxelles (BE)
- Apollo Vredestein Ges. m.b.H., Wenen (AU)
- Apollo Vredestein Schweiz AG, Baden (CH)
- Apollo Vredestein Italia S.R.L., Rimini (IT)
- Apollo Vredestein France S.A. Paris (FR)
- Apollo Vredestein Ltd London (UK)
- Apollo Vredestein Iberica S.A. Cityparc. EdificioBruselas. Barcelona (ES)
- Apollo Vredestein Tyres North America Inc., Metuchen (États-Unis)
- Apollo Vredestein Däck AB, Hisings Backa (SW)
- Apollo Vredestein Norge A/S, Hisings Backa (SW)
- Apollo Vredestein Kft. Budapest (HU)
- Apollo Vredestein Polska Sp. Z.O.O. Warszawa (PL)
- Apollo Vredestein Export, Enschede (NL)